# Aaron Bruno
 (août 2024).
Si vous disposez d'ouvrages ou d'articles de référence ou si vous connaissez des sites web de qualité traitant du thème abordé ici, merci de compléter l'article en donnant les références utiles à sa vérifiabilité et en les liant à la section « Notes et références ».
Aaron Bruno (né le 11 novembre 1978) est un musicien américain de rock. Il est notamment connu pour être le leader du groupe Awolnation. Il est un ancien membre du groupe de post-grunge Home Town Hero, du groupe indie pop Under the Influence of Giants, et Insurgence. 

## Biographie
Il est né et a passé son enfance à Los Angeles. 
En 2004, Home Town Hero se sépare peu de temps après leur second maxi. Aaron a continué à écrire. Il écrit la chanson "Sail" avec son ami Kenny Carkeet. La chanson est devenue disque de platine en Amérique et double disque de platine au Canada. Un peu plus tard, dans l'année, l'album Megalithic Symphony sort.

## Discographie

### AWOLNATION
- Here come the runts (2018)

Run (2015) 
- Megalithic Symphony (2011) – voix, synthétiseur, batterie, piano, guitare basse, guitare, Rhodes

### Under the Influence of Giants
- Heaven Is Full (2006) – vocals
- Under the Influence of Giants (2006) – voix

### Home Town Hero
- Home Town Hero (2002) – voix, guitare
- Bitch City (2004) – voix, guitare

### Insurgence
- Let's Rock (1999) – voix